# جعفر الهلالي
جعفر بن عبد الحميد بن إبراهيم الهلالي الأحسائي البصري (1927 - 27 مايو 2019) (1346 - 23 رمضان 1440) كاتب وشاعر وفقيه جعفري عراقي. ولد في البصرة من عائلة اثناعشرية من أصل أحسائي، ونشأ فيها على والده الخطيب، ودرس في المدارس الرسمية. اشتغل بالخطابة الحسينية، ثمّ انتقل إلى النجف لمواصلة دراسته فدرس على علمائها. انتسب إلى كلية الفقه بالنجف بعد افتتاحها، وتخرج منها 1963، وحصل على البكالوريوس في العلوم العربية والاسلامية. مارس الخطابة والتبليغ، فاتجه إلى وسط وجنوب العراق وبعض دول الخليج وأخيرًا سكن دمشق ثم الكويت. له مؤلفات عدة وشعر كثير. توفي في النجف إثر مرض عضال ودفن في وادي السلام.

## سيرته
هو جعفر بن عبد الحميد بن إبراهيم بن حسين بن علي بن أحمد بن محمد بن عبد الله بن هلال بن أحمد الهلالي الأحسائي البصري النجفي. ولد في البصرة من عائلة من أصل أحسائي سنة 1346 هـ/ 1927 م ونشأ بها على والده الخطيب الذي توفي سنة 1406 هـ. دخل المدارس الرسمية وتعطم الخطابة. ثم هاجر إلى النجف لإكمال دراسته وواصل تعليمه فيها على أحمد النحوي الأحسائي وحسين الفرطوسي ومحمد جواد العاملي وعلي زين الدين وحسين محمد تقي بحر العلوم وعلي التاروتي ومحمد تقي الحكيم، حتى تأسست كلية الفقه في النجف فكان أحد طلابها، تخرج فطها سنة 1384 هـ حاصلًا على شهادة البكالوريوس في العلوم العربية والإسلامية. اشتغل بالخطابة في أيام تحصيله الأكاديمي فذهب إلى مدن عراقية وعربية عديدة فسكن أخيرًا في دمشق ثم الكويت.

كان له علاقات مع جواد بن حسين الرمضان وشارك في بحوثه عن التاريخ الأحسائي. 

أصيب بالمرض العضال الذي أقعده عن مهنته في السنوات الأخيرة واضطره الحال للانتقال إلى النجف حتى توفي في الليلة 23 رمضان 1440 هـ/ 27 مايو 2019 ودفن في مقبرة وادي السلام.

## مؤلفاته
نشرت له الصحف العراقية والعربية المقالات وأشعاره، من مؤلفاته :
- الملحمة العلوية، 1988، تقارب 1200 بيت.
- معجم شعراء الحسين عليه السلام، جزئين.
- الداماد محمد باقر
- منهج ديكارت
- الأذواء والأذوات
- المؤرخين
- مستدركات كتاب الكنى والألقاب
- تراجم النساء
- المجالس الحسينية في تاريخ أهل البيت عليهم السلام
- الأوليات في الأحداث والأخبار
- الأدب العربي في الأحساء
- من حياة وسيرة المعصمومين
- عدتي للآخرة في رثاء العترة الطاهرة
- أبو العلاء المعري : الشاعر الحكيم والفيلسوف الزاهد
- ديوان شعره